# Aranjamentul vârfurilor
În geometrie un aranjament al vârfurilor este un set de puncte din spațiu descrise de pozițiile lor relative. Ele pot fi descrise prin politopurile în care se întâlnesc.
De exemplu, prin aranjament al vârfurilor pătrat se înțelege că este vorba despre patru puncte dintr-un plan, situate la aceeași distanță și aceleași unghiuri față de un punct central.
Două politopuri au același aranjament al vârfurilor dacă au același 0-schelet.
Un set de politopuri care au același aranjament al vârfurilor se spune că formează o „armată”.

## Aranjamentul vârfurilor
Același set de vârfuri poate fi conectat prin laturi în moduri diferite. De exemplu, pentagonul și pentagrama au același aranjament al vârfurilor, însă al doilea conectează vârfurile alternativ, din 2 în 2.
Adesea aranjamentul vârfurilor este descris cu ajutorul anvelopei convexe a politopului în care apare. De exemplu, se poate spune că pentagrama regulată are un „aranjament al vârfurilor pentagonal” (regulat).

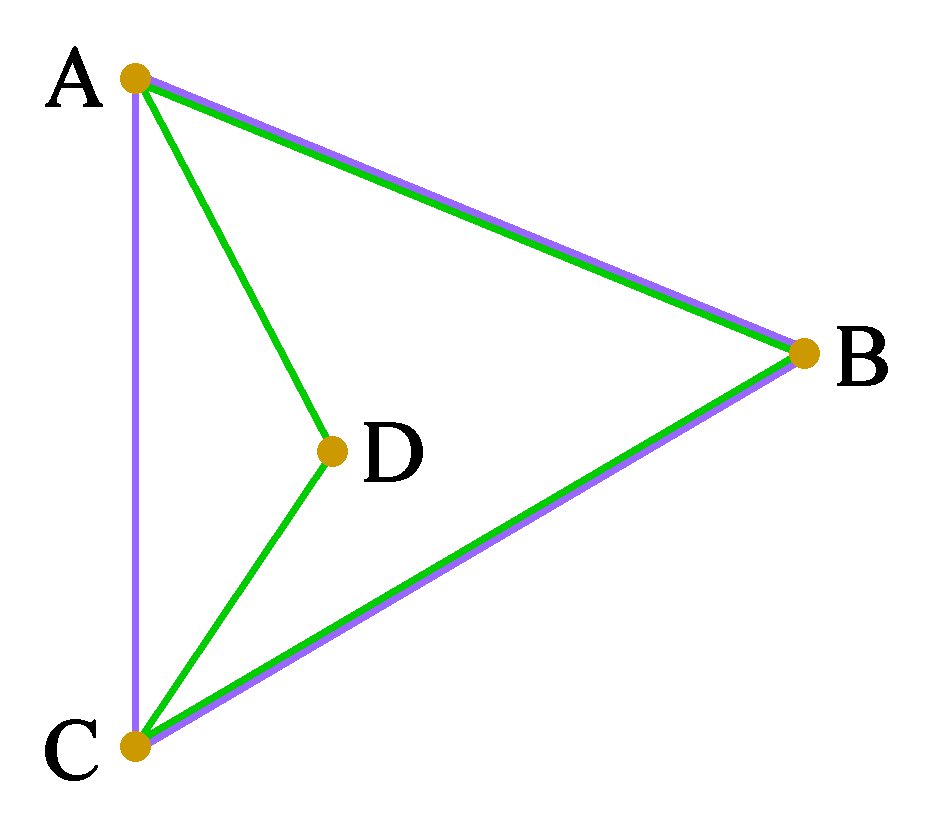

Însă această metodă nu funcționează întotdeauna. În imaginea de alături fie  patrulaterul concav ABCD (verde). Aranjamentul vârfurilor sale este mulțimea {A, B, C, D}. Anvelopa sa convexă este triunghiul ABC (albastru). Aranjamentul vârfurilor anvelopei sale convexe este mulțimea {A, B, C}, care nu este identică cu cea a patrulaterului. De aceea anvelopa convexă nu este o metodă de a descrie aranjamentul vârfurilor.

Pavările infinite pot avea și ele același aranjament al vârfurilor. De exemplu, aceeași rețea triunghiulară de puncte poate fi conectată pentru a forma fețe fie triunghiuri isoscele, fie romburi.
| Rețeaua de puncte | Pavare triunghiulară | Pavare rombică | Pavare rombică în zigzag | Pavare rombică |

## Aranjamentul laturilor
Poliedrele pot, de asemenea, să aibă același aranjament al laturilor în timp ce diferă prin fețele lor. De exemplu, marele dodecaedru care se autointersectează are în comun aranjamentul laturilor cu icosaedrul convex:
Un set de politopuri care au aceleași aranjamente al vârfurilor și al laturilor se spune că formează un „regiment”.

## Aranjamentul fețelor
4-politopurile pot avea și același aranjament al fețelor ceea ce înseamnă că au aranjamente similare ale vârfurilor, laturilor și fețelor, dar pot diferi prin celulele lor. De exemplu, dintre cele zece 4-politopuri Schläfli-Hess regulate neconvexe, există doar 7 aranjamente unice ale fețelor.
De exemplu, largul 120-celule stelat și marele 120-celule stelat, ambele cu fețe pentagramice, par imposibil de distins vizual fără o reprezentare a celulelor lor.

## Clase de politopuri asemănătoare
George Olshevsky susține termenul „regiment” pentru un set de politopuri care au în comun aranjamentul laturilor și, mai general, „n-regiment” pentru un set de politopuri care au în comun elemente până la dimensiunea n. Sinonimele pentru cazuri particulare sunt „companie” pentru un 2-regiment (fețe în comun) și „armata” pentru un 0-regiment (vârfuri în comun).